# گودره
گودره (به ترکی آذربایجانی: Gövdərə) یک منطقهٔ مسکونی در جمهوری آذربایجان است که در شهرستان لریک واقع شده‌است.